# Viken (okrožje)
Viken je okrožje v fazi razpada v Vzhodni Norveški, ki je bilo ustanovljeno 1. januarja 2020 z združitvijo Akershusa, Buskeruda in Østfolda z dodatkom občin Jevnaker, Lunner in nekdanje občine Svelvik. Viken je bil sporen že od samega začetka, s približno 20-odstotno stopnjo odobravanja v regiji, združitvi pa so se upirala vsa tri okrožja. Viken so primerjali z gerrymanderingom. Izvršni organi okrožja Viken so leta 2019, preden je združitev začela veljati, ugotovili, da je razpustitev okraja njegov glavni politični cilj, uradni postopek za razpustitev Vikena pa je sprožil izvršni organ okrožja takoj po norveških parlamentarnih volitvah leta 2021, na katerih je stranka, ki je želela razveljaviti združitev, dobila večino. Politična platforma vlade Jonasa Gahra Støreja navaja, da bo vlada razpustila Viken in ponovno vzpostavila Akershus, Buskerud in Østfold na podlagi zahteve samega okrožja. 22. februarja 2022 je regionalna skupščina Vikena odobrila uradno zahtevo za razveljavitev okraja, ki bo začela veljati 1. januarja 2024. Obstoječi okraji bodo še naprej delovali z ločenimi okrajnimi upravami na podlagi svoje obstoječe infrastrukture v pričakovanju njihove formalne ponovne vzpostavitve.
Viken je bil dom več kot 1,2 milijona ljudi ali 23 % nacionalnega prebivalstva. Sedež okrožja je glavno mesto države Oslo, ki je enklava Vikena in ni del okrožja. Oslo je bil že od srednjega veka sedež okrožja Akershus. Ves Viken sje v zgodovinskem Akershusu, ki je vključeval večji del Vzhodne Norveške. Okrožje je dobilo ime po zgodovinski regiji Viken, ki je bila od srednjega veka opredeljena kot območje v Bohuslänu na današnjem zahodu Švedske.

## Zgodovina
Viken je nastal leta 2020 z združitvijo okrožij Akershus, Buskerud in Østfold. Potem ko so izvoljene regionalne skupščine glasovale proti predlagani združitvi, je tesna večina desničarskih strank v Stortingu leta 2017 glasovala za prisilno združitev okrožij leta 2020; Poleg tega je Storting glasoval za vključitev občine Svelvik iz Vestfolda ter občin Jevnaker in Lunner iz Opplanda.
Okrožje Viken je dobilo ime po zgodovinski regiji Viken, ki se je v vikinški dobi ohlapno nanašala na območja okoli Oslofjorda, vendar je v srednjem veku postala sinonim za Bohuslän (zdaj na Švedskem). Na Norveškem je uporabo imena Viken obudil šele fašistični Nasjonal Samling med drugo svetovno vojno, da bi potegnil vzporednice z vikinško dobo. Omenil je Vestfold in Buskerud kot Vest-Viken in Akershus (vključno z večino sodobnega Osla) in Østfold kot Øst-Viken. Novo okrožje Viken ne vključuje večjih delov zgodovinskega Vikena, vključno z zgodovinskim središčem regije Bohuslän, večino Vestfolda ali Osla. Okrožje Viken se je odločilo, da bo začasno glavno mesto okrožja Oslo.

### Razprava "Sannermandering".
Viken je bil, na primer direktor muzeja v Oslu Lars Roede, opisan kot primer Sannermanderinga, poimenovanega po pristojnem ministru Janu Toreju Sannerju, po vzoru izraza gerrymandering. Roede je Vikena opisal kot »skrajno pošast, ki je v nasprotju z geografijo in zgodovino«, ki »spominja na manipulirane volilne okraje v Združenih državah« in je zelo nepriljubljena v prizadetih regijah. Roede je tudi kritiziral »amaterske logotipe in nezgodovinska imena«.

### Razpustitev
Okrožje Viken na splošno velja za nelegitimno, z oceno 20 % odobravanja v regiji, nasprotujejo pa mu nekdanja zadevna okrožja. Pogosta pritožba je vključitev celinskih gorskih območij, kot sta Ål in Hemsedal, ki nimajo kulturne povezave z območjem Oslofjorda. Druga pogosta pritožba je nevključitev Osla, čeprav je glavno mesto Akershusa že od srednjega veka in je okrožje, ki je z Akershusom najtesneje povezano. Večina Akershusa je del metropolitanskega območja Osla. 1. oktobra 2019 so novoizvoljene vladajoče večinske stranke v načrtovanem okrožju razglasile svojo namero, da bodo poskušale razpustiti Viken in ponovno vzpostaviti okraje Akershus, Buskerud in Østfold. Trenutna uradna platforma upravljanja okrožja Viken navaja: »Viken je nepremišljena konstrukcija. Storting je združil Akershus, Buskerud in Østfold proti svoji volji«. Izjavlja, da je razpustitev Vikena glavni politični cilj okrajne uprave. Iz istega razloga je deželni svet sklenil, da ne bo storil ničesar za združevanje okrajev v praksi ali vzpostavitev skupne okrajne uprave. Namesto tega bodo obstoječe županije še naprej delovale na svojih trenutnih lokacijah v pričakovanju njihove uradne ponovne ustanovitve.
Na parlamentarnih volitvah leta 2021 so stranke, ki si prizadevajo za razpustitev Vikena, dobile večino, sredinska stranka pa je razpustitev Vikena postavila kot pogoj za sodelovanje v novi vladi. Takoj po volitvah je izvršna oblast okrožja sprožila uradni postopek za razpustitev Vikena.

## Geografija
Na površini 24.597,48 km² (stanje na 1. januar 2023) živi 1.292.241 prebivalcev, s čimer je Viken daleč najbolj naseljeno okrožje na Norveškem. Viken meji na Innlandet na severu, Vestland na zahodu, Vestfold og Telemark na jugozahodu in Švedsko na jugovzhodu. Oslo je popolnoma obdano z Vikenom. Pokrajina je osrednje območje regije Vzhodna Norveška.
Za območje Østfold in Follo je značilna kombinacija obalne in kmetijske krajine ter je večinoma razmeroma ravninsko. Navzgor proti Hallingdalu prehaja v gorsko in dolinsko pokrajino. Tu sta med drugim  gorski območji Hallingskarvet in Filefjell. Najvišja gora v Vikenu je Folarskardnuten (1933 m), ki pripada grebenu Hallingskarvet. Na zahodu okrožja se pokrajina postopoma dviguje proti Hemsedalsfjella in Hardangervidda na severozahodu do Hurumlandeta. Tu najdete velike in vzporedne doline s povezanimi rekami, od jugozahoda Numedal z Numedalslågen, Sigdal s Simoa, Hallingdal s Hallingdalselva in Snarumselva ter Ådal z Begnaelva in Ådalselva, ki se srečajo z Randselvo pri Hønefossu in tvorijo Storelvo, ki se izliva v Tyrifjorden. Tyrifjorden se izliva v Drammenselvo, ta pa v Drammensfjorden.
Poleg Glomme, najdaljše reke na Norveškem, ki se izliva v Skagerrak v Vikenu, so Lågen, Vorma, Drammenselva in Begna druge večje reke v Vikenu. Od Mjøse, največjega norveškega jezera, le jugozahodni del pripada Vikenu, medtem ko je Tyrifjorden največje jezero v celoti v okrožju.
Zaradi svoje lege okoli Osla vodijo evropske poti v vse smeri: E 6 do Trondheima in Göteborga, E 16 do Bergna in Gävleja, E 18 do Kristiansanda in Stockholma ter E 134 od Drammena do Haugesunda. Obstaja tudi gosta mreža železniških prog po norveških standardih. Najpomembnejše in največje letališče na Norveškem, letališče Oslo-Gardermoen, je v Vikenu.
Okrožje ima skupno površino 24.592,6 km², kar je približno 7,6 % celinske Norveške. Pet okrajev je manjših in pet okrajev je večjih od Vikena. Večji del okrožja – 57 % – pokrivajo gozdovi. Poleg tega je 16 % odprtih trdnih zemljišč, 9 % kmetijskih zemljišč, 8 % sladke vode, 4 % mokrišč, 4 % pozidanih površin in 2 % golih gora.

### Občine
Okrožje Viken ima skupaj 51 občin, vse ustanovljene leta 2020.